# Norman Whitley
Norman Henry Pownall Whitley (Londra, 29 giugno 1883 – Città del Capo, 12 aprile 1957) è stato un giocatore di lacrosse britannico, vincitore di una medaglia d'argento nel lacrosse maschile a squadre ai Giochi della IV Olimpiade.

## Palmarès
In carriera ha conseguito i seguenti risultati:
- Giochi olimpici

Londra 1908: argento nel lacrosse maschile a squadre.